# ボイジャー・オブ・ザ・シーズ
ボイジャー・オブ・ザ・シーズ（Voyager of the Seas）は、アメリカのロイヤル・カリビアン・インターナショナルが運航するクルーズ客船。

## 概要
ロイヤル・カリビアン・インターナショナル社がポストパナマックスクラスとして建造したクルーズ客船で、全5隻からなるボイジャー級の一番船である。
客室は全部で1,557室あり、そのうちの939室が海側に面している。建造当時は世界最大のクルーズ客船であった。
建造はフィンランドのトゥルクにあるアーケル・フィンヤーズで行われた。クルーズ客船では初めてスケートリンクを備えたこともあり、フィギュアスケート選手のカタリナ・ビットが命名を行った。
日本への初寄港は2012年6月21日で、初寄港地である博多港から長崎港、神戸港と巡った。
2019年に約100億円をかけた改修工事が行われ、2本のレーサー型ウオータースライダー「ザ・パーフェクト・ストーム」やレーザータグ施設などを新設したほか、内側客室とバルコニー客室を計72室増設した。本年度下期はシドニー、2020年はシンガポールを母港とする東南アジアラインのクルーズ客船として運用される予定。

## 船内施設
- スケートリンク
- ロッククライミング施設
- ローラー・ブレード専用トラック
- 船上アーケード
- レストラン
- バー・ラウンジ
- カフェプロムナード
- アクアリウムバー
- カジノ
- ゴルフ・シミュレーター
- ミニ・ゴルフコース
- スパ・フィットネスセンター
- キッズルーム
- バスケットボールコート

## 同型船
- エクスプローラー・オブ・ザ・シーズ

2000年10月就航
就航海域：北大西洋、カリブ海
- アドベンチャー・オブ・ザ・シーズ

2001年11月就航
就航海域：カリブ海
- ナビゲーター・オブ・ザ・シーズ

2002年12月就航
就航海域：カリブ海、ヨーロッパ
- マリナー・オブ・ザ・シーズ

2003年11月就航
就航海域：カリブ海、南アメリカ、メキシコ、太平洋

### 画像

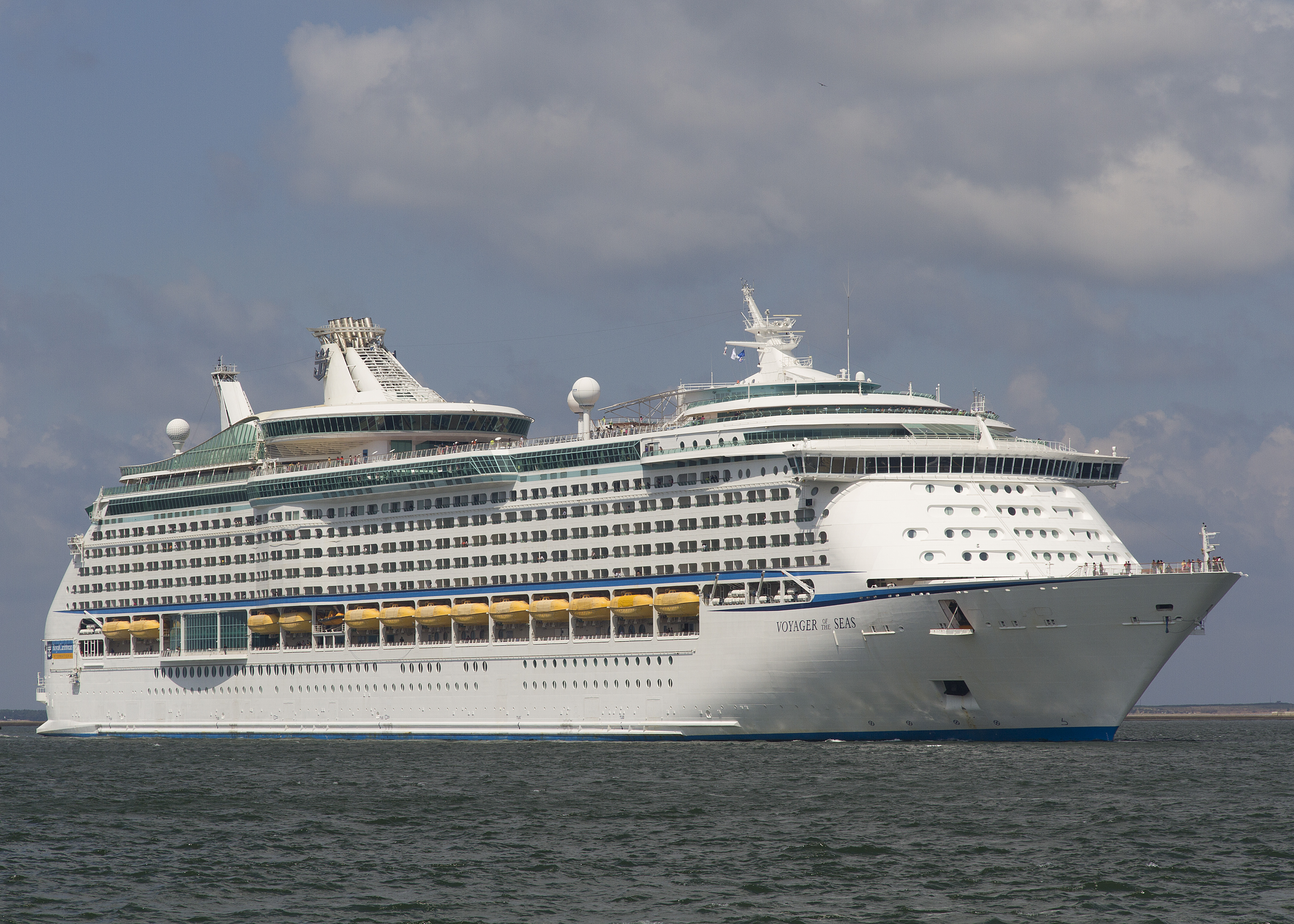
ボイジャー・オブ・ザ・シーズ （博多港にて）
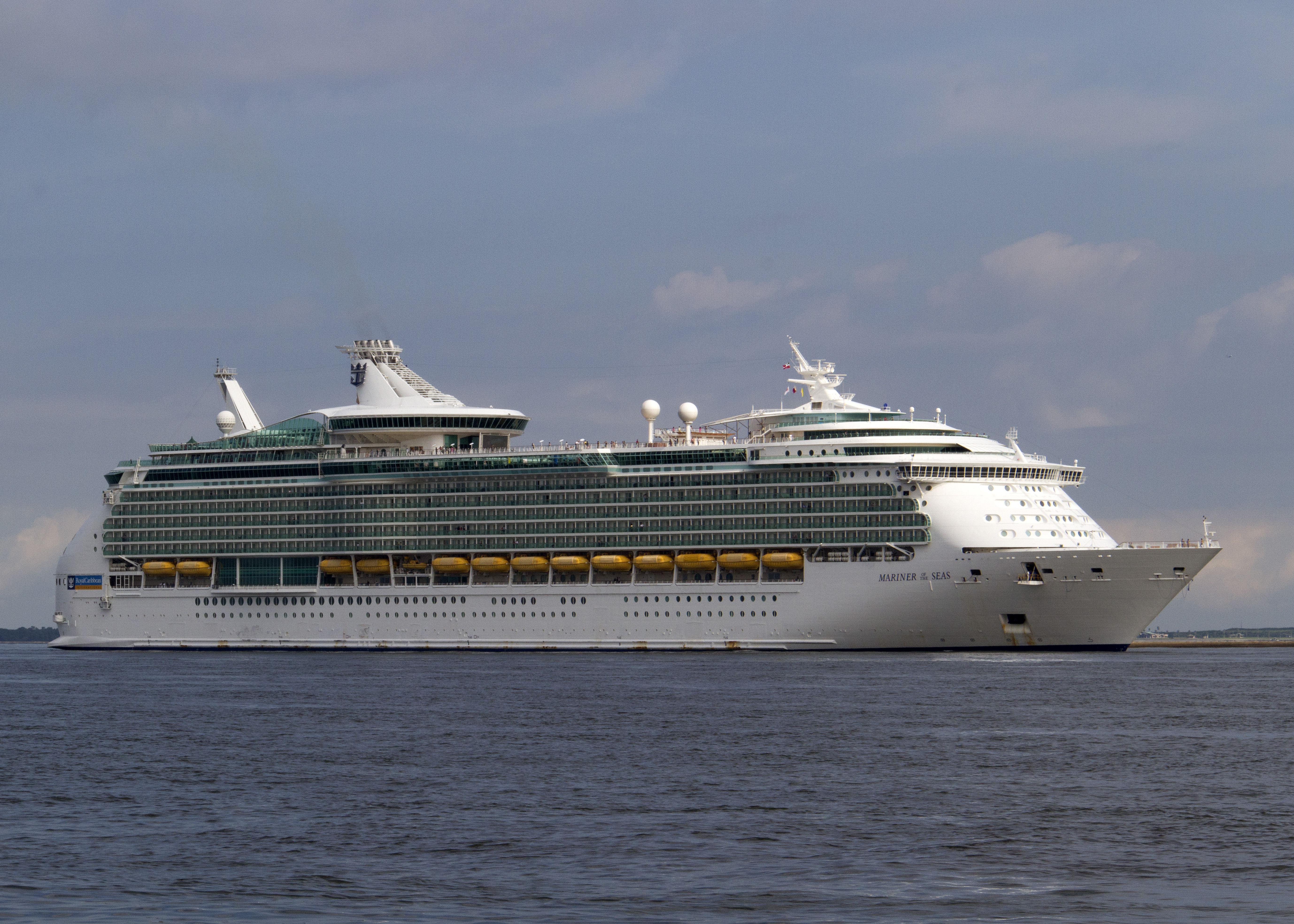
マリナー・オブ・ザ・シーズ （博多港にて）
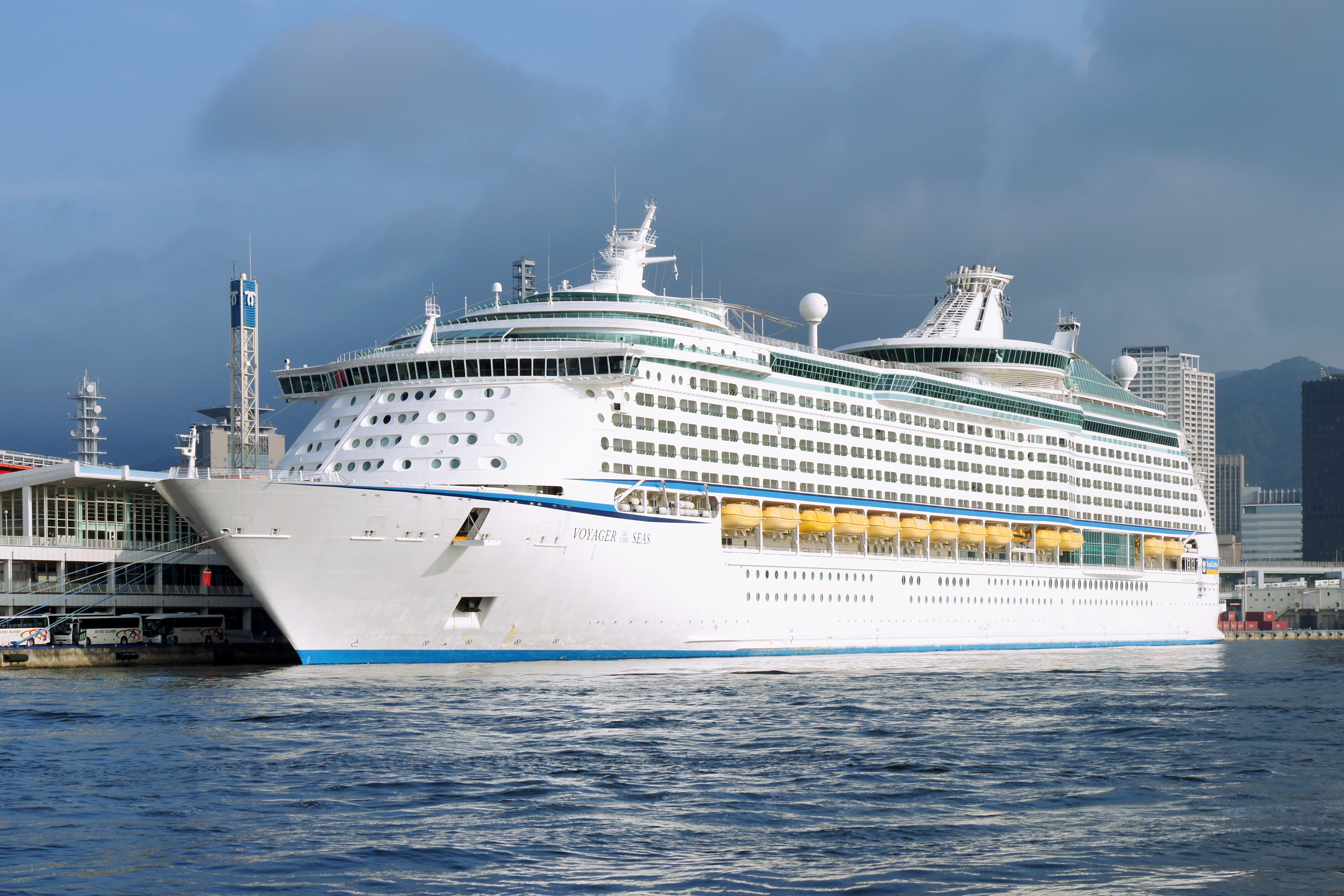
ボイジャー・オブ・ザ・シーズ （神戸港にて）
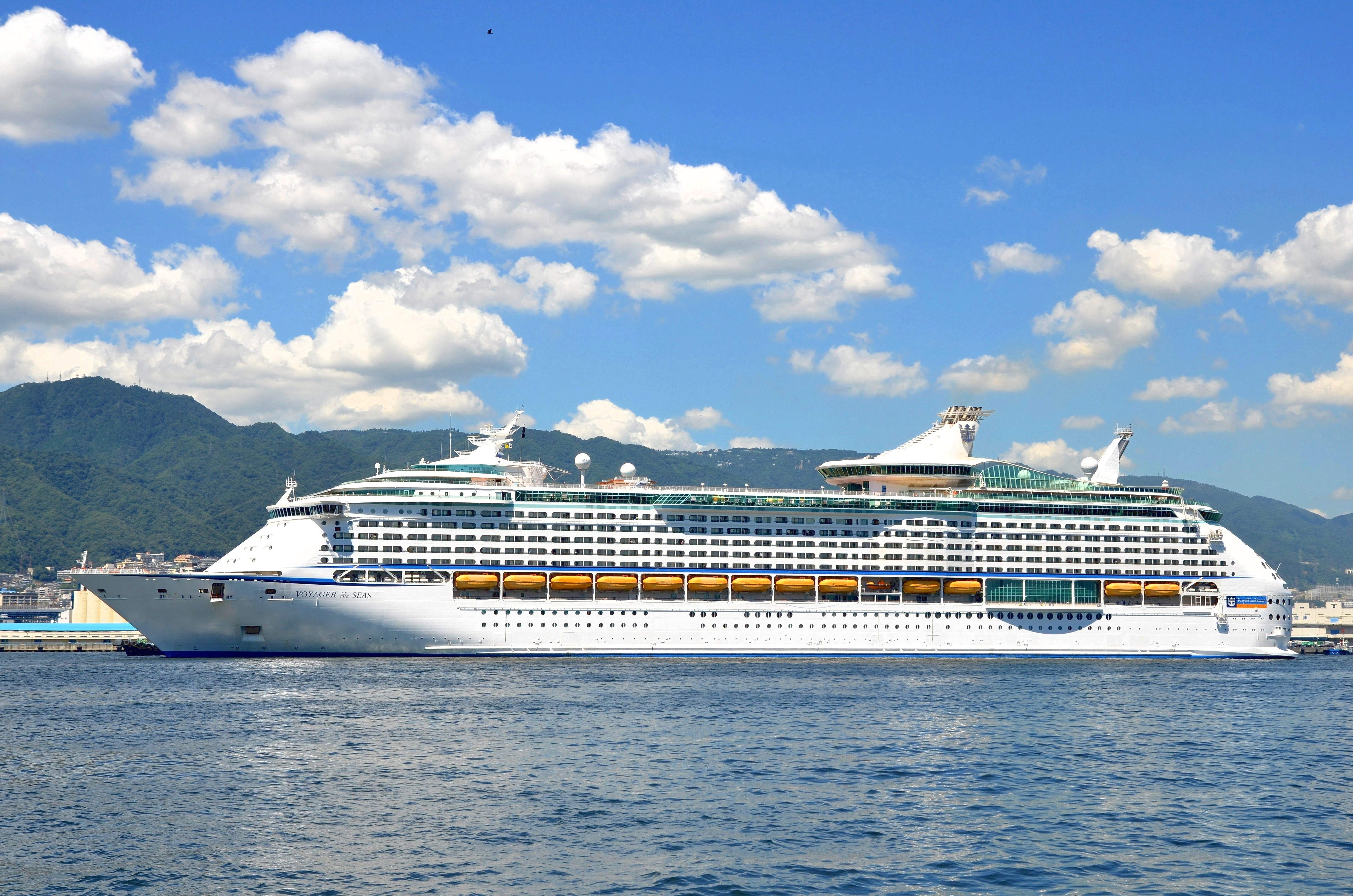
ボイジャー・オブ・ザ・シーズ （神戸港にて）